# 對立假說
對立假說（英語：Alternative hypothesis，記作{\displaystyle H_{a}}或{\displaystyle H_{1}}），是做統計檢定時的一類假說。
假說檢定依樣本證據判斷對統計假說的真偽。其中虛無假說（Null hypothesis，記作{\displaystyle H_{0}}），通常由研究者決定，反映研究者對未知母數的看法，而站在虛無假說立場對立面的即為對立假說，需要透過統計檢定來證明對立假說為真，當有充足證據拒絕虛無假說時，即可接受對立假說，而若無充足證據證明對立假說為真時，則「不拒絕」虛無假說。

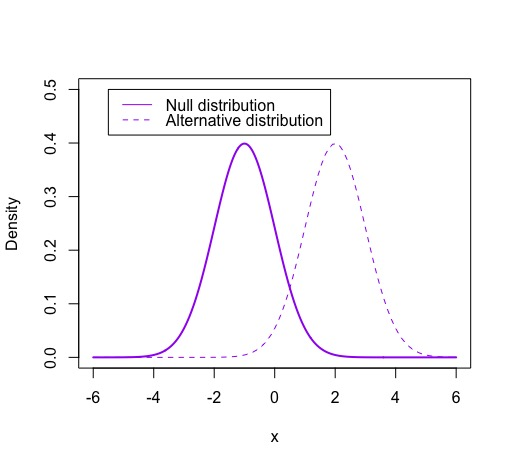
一張包含虛無假說與對立假說兩個曲線的示意圖，兩常態分布有不同的期望值與相同的變異數。

## 例子
以不同性別是否影響工作薪資為例。其虛無假說是：「男性與女性的平均薪資沒有顯著差異」，而對立假說是：「男性與女性的平均薪資有著顯著差異」。